# Kaloza
Kaloza – organiczny związek chemiczny, polisacharyd z grupy β-glukanów, zbudowany z reszt glukozy połączonych wiązaniami β-1,3-glikozydowymi. Występuje okresowo w ścianach komórkowych roślin, głównie w miejscach zranienia. Odkłada się także wokół komórek sitowych. Ma zdolność do silnego pęcznienia, dzięki czemu izoluje protoplast (blokuje dyfuzję).